# Tuğba İvegin

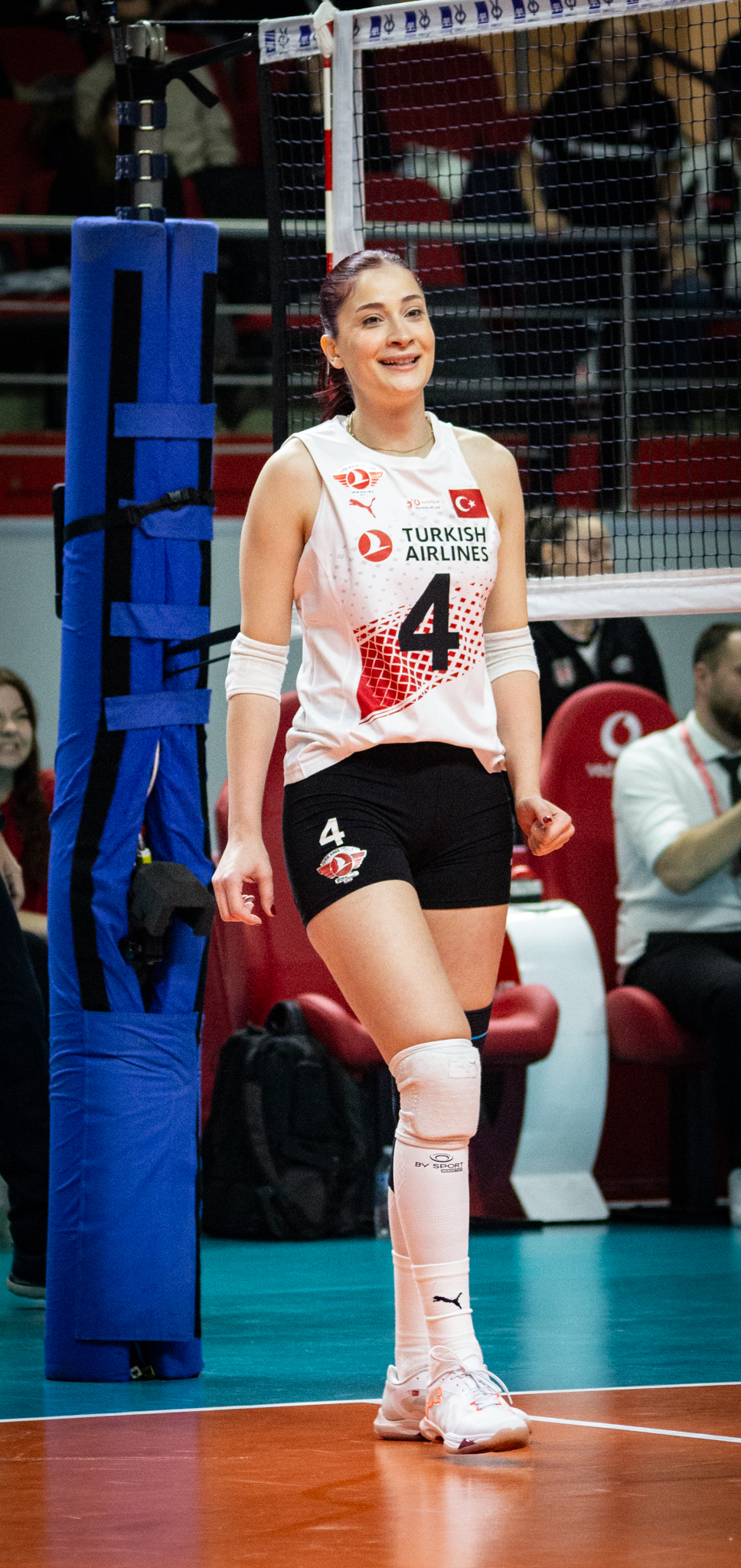
Tuğba İvegin zawodniczką THY Stambuł w sezonie 2024/2025

Tuğba İvegin z domu Şenoğlu (ur. 2 lutego 1998 w Tarsusie) – turecka siatkarka, reprezentantka kraju, grająca na pozycji przyjmującej.
W 2013 roku zajęła 4. miejsce na Mistrzostwach Europy Kadetek. Wraz z reprezentantkami Turcji były 4 drużyną Mistrzostw Świata Juniorek w 2017 roku.
W lipcu 2022 roku wyszła za mąż za koszykarza Burhana İvegina.

## Kariera klubowa
| Kariera juniorska | Kariera juniorska             | Kariera juniorska | Kariera juniorska | Kariera juniorska | Kariera juniorska | Kariera juniorska | Kariera juniorska | Kariera juniorska | Kariera juniorska | Kariera juniorska |
| ----------------- | ----------------------------- | ----------------- | ----------------- | ----------------- | ----------------- | ----------------- | ----------------- | ----------------- | ----------------- | ----------------- |
| Lata              | Klub                          |                   |                   |                   |                   |                   |                   |                   |                   |                   |
|                   | VakıfBank Stambuł             |                   |                   |                   |                   |                   |                   |                   |                   |                   |
| Kariera seniorska |                               |                   |                   |                   |                   |                   |                   |                   |                   |                   |
| Lata              | Klub                          |                   |                   |                   |                   |                   |                   |                   |                   |                   |
| 2016–2017         | Beşiktaş Stambuł              |                   |                   |                   |                   |                   |                   |                   |                   |                   |
| 2017–2019         | VakıfBank Stambuł             |                   |                   |                   |                   |                   |                   |                   |                   |                   |
| 2019–2020         | AtlasGlobal Yeşilyurt Stambuł |                   |                   |                   |                   |                   |                   |                   |                   |                   |
| 2020–2022         | VakıfBank Stambuł             |                   |                   |                   |                   |                   |                   |                   |                   |                   |
| 2022–2023         | Kurobe Aqua Fairies           |                   |                   |                   |                   |                   |                   |                   |                   |                   |
| 2023–2024         | Kuzeyboru SK                  |                   |                   |                   |                   |                   |                   |                   |                   |                   |
| 2024–             | THY Stambuł                   |                   |                   |                   |                   |                   |                   |                   |                   |                   |

## Sukcesy klubowe
Liga Mistrzyń:
- 2018[6], 2022[7]
- 2021
- 2019

Mistrzostwo Turcji:
- 2018, 2019, 2021, 2022[8]

Klubowe Mistrzostwa Świata:
- 2017, 2018, 2021

Superpuchar Turcji:
- 2017, 2021

Puchar Turcji:
- 2018, 2021, 2022[9]

## Sukcesy reprezentacyjne
Mistrzostwa Europy Juniorek:
- 2016

Mistrzostwa Świata U-23:
- 2017

Igrzyska Śródziemnomorskie:
- 2018

Liga Narodów:
- 2021

Mistrzostwa Europy:
- 2021

## Nagrody indywidualne
- 2017: Najlepsza przyjmująca Mistrzostw Świata Juniorek